# Bodenstartgerät
Ein Bodenstartgerät (englisch air starter unit oder air start unit, ASU) ist ein Bodendienstgerät für am Boden stehende Luftfahrzeuge, das Druckluft zum Starten der Turbinen liefert. Das Bodenstartgerät kann auch mit einem Bodenstromaggregat (GPU) kombiniert sein und liefert dann zusätzlich Strom.

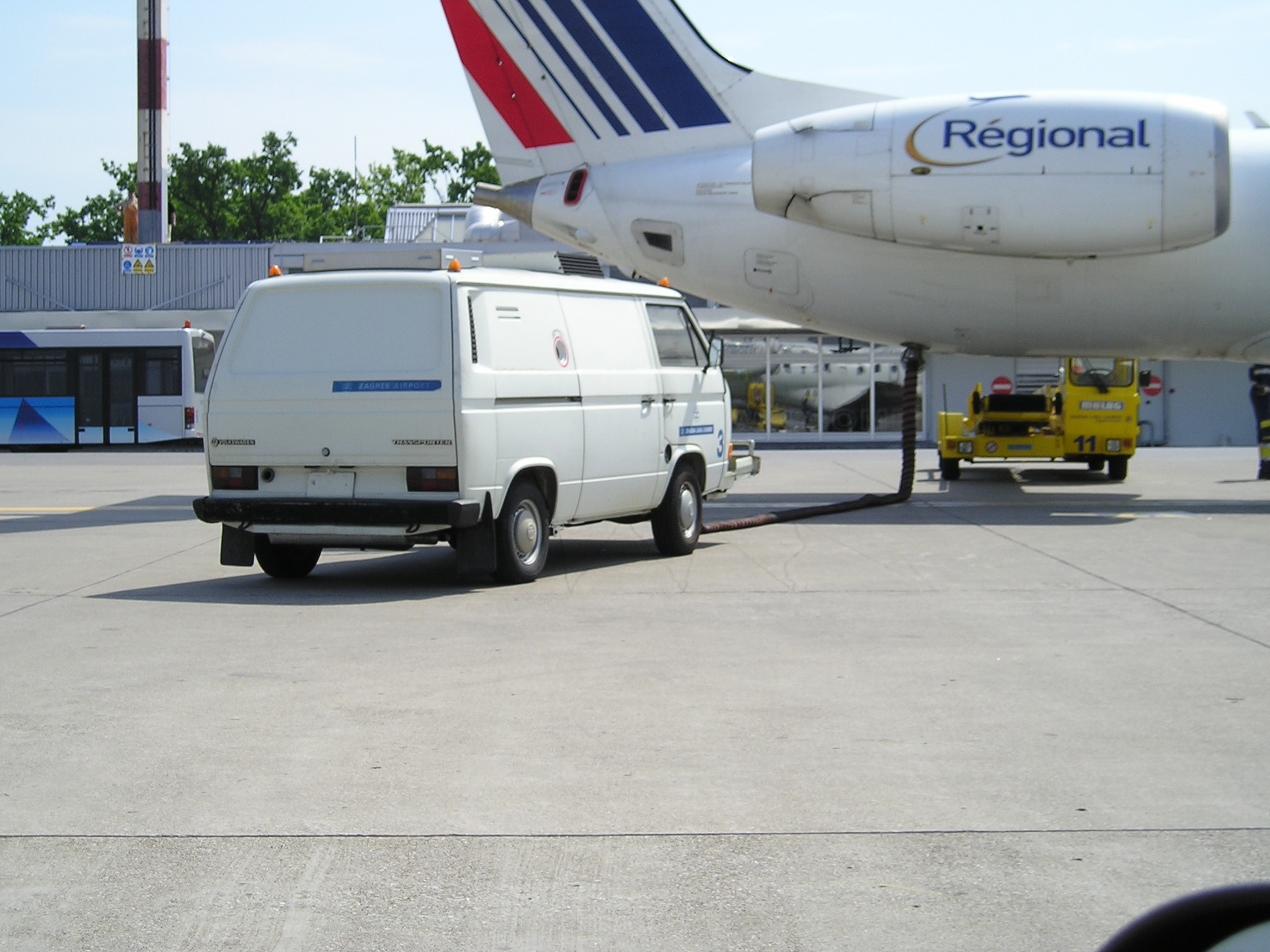
Bodenstartgerät im Einsatz

Ein Strahltriebwerk muss zum Anlassen auf eine Drehzahl von etwa 15 bis 20 % der maximalen Drehzahl beschleunigt werden, bevor Treibstoff in die Brennkammern zugeführt und der kontinuierliche Verbrennungsprozess gestartet werden kann. Normalerweise wird dafür das bordeigene Hilfstriebwerk (APU) genutzt. Falls die APU jedoch ausfällt, stellt der Flughafenbetreiber, eine Servicegesellschaft oder die Fluggesellschaft ein Bodenstartgerät bereit. Flugzeuge gänzlich ohne APU (wie z. B. die Boeing 707) sind heute noch in der militärischen Luftfahrt, in der zivilen Luftfahrt jedoch selten anzutreffen.
Je nach Leistungsfähigkeit ist das Bodenstartgerät ein Kompressor mit Dieselantrieb oder eine Gasturbine mit Zapfluft-Entnahme (ähnlich einer APU), die auf einem Anhänger, Kleintransporter oder auch LKW montiert ist. Die vom Verdichter erzeugte Druckluft wird mit einem Schlauch an eine spezielle Anschlusskupplung an der Flugzeugaußenhaut geführt und gelangt dann über Rohrleitungen im Flugzeug zum Anlasser des Triebwerks.
Mit der Druckluft des Bodenstartgeräts kann auch die bordeigene Klimaanlage betrieben werden. Neuere Geräte bieten zusätzlich elektrische Energie, für die ansonsten ein separates Bodenstromaggregat benötigt wurde, sowie die für Großtriebwerke erforderlichen großen Luftmengen.
Um ein Flugzeug ohne APU (Auxiliary Power Unit) mit allen betriebsnötigen Mitteln vollständig zu versorgen, wird zusätzlich zur ASU noch ein Bodenstromaggregat zur Stromversorgung aller Systeme innerhalb des Flugzeugs und ein Klimatisierungswagen gebraucht.